# Tsunami del estrecho de la Sonda de 2018
El 22 de diciembre de 2018, un tsunami causado por una erupción del volcán Anak Krakatau en el estrecho de la Sonda golpeó la región costera de Bantén y Lampung, Indonesia. La Agencia Meteorológica, Climatológica y Geofísica de Indonesia (BMKG) atribuyó el tsunami a la marea alta y a un deslizamiento submarino causado por una erupción volcánica. Hasta el 10 de enero se registraban 439 fallecidos, 7200 heridos y 15 desaparecidos.

## Antecedentes
Ubicado en el cinturón de fuego del Pacífico, Indonesia experimenta un alto número de sismos, y cuenta con al menos 127 volcanes activos. Uno de estos volcanes es el Anak Krakatau (hijo de Krakatoa), un volcán activo en el estrecho de la Sonda, que emergió en 1927 después de la erupción del Krakatoa de 1883, una de las erupciones más violentas de la historia moderna, que mató a más de 30 000 personas por una serie de maremotos y por la lluvia de ceniza que se generó.
Los meses previos al tsunami, el Anak Krakatau registró un aumento en su actividad, con una erupción el 21 de diciembre que duró dos minutos y produjo una nube de cenizas de 400 m (1300 pies) de alto.

## Tsunami

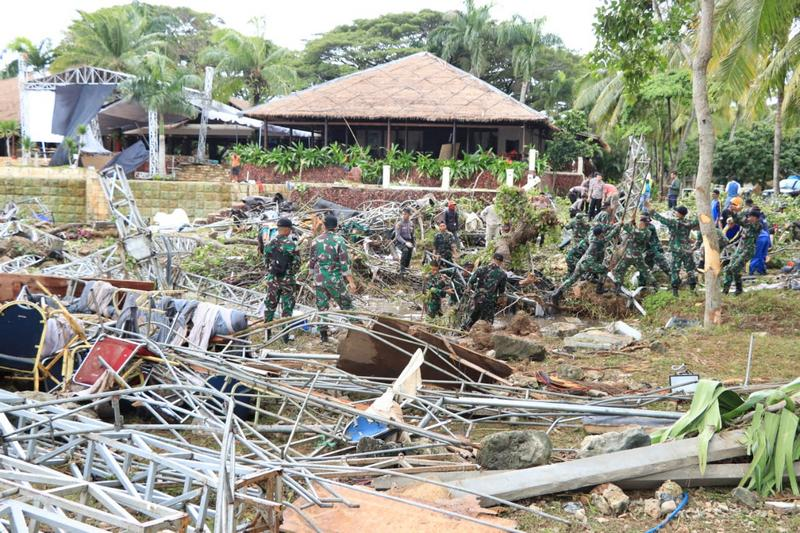
Daños provocados por el maremoto justo en el lugar donde se desarrollaba el concierto de la banda de rock Seventeen. El guitarrista Herman Sikumbang de la mencionada banda fue una de las víctimas.

A las 21:03 hora local (14:03 UTC), el Anak Krakatau hizo erupción dañando equipos sismológicos locales, sin embargo una estación sismográfica cercana detectó temblores continuos. La Agencia de Meteorología, Climatología y Geofísica de Indonesia (BMKG) detectó un maremoto alrededor de las 21:27 hora local (14:27 UTC), en la costa occidental de la provincia de Bantén, pero la agencia no detectó ningún evento tectónico previo. El portavoz de la Agencia Nacional para Prevención de Desastres (BNPB) de Indonesia, emitió una declaración en la que atribuye el tsunami a las mareas anormalmente altas causadas por la Luna, combinadas con un deslizamiento submarino de tierra causado por la erupción del Anak Krakatau.
Previamente, el BMKG había emitido una alerta de oleaje alto para las aguas que rodeaban el estrecho. El mareómetro para el tsunami, registró cerca de 90 cm (35 pulgadas) en Serang, y 30 cm (12 pulgadas) en la provincia de Lampung sobre las mareas altas de 2 metros (6,6 pies). Mientras Indonesia posee un sistema de alerta de tsunami causados por terremotos, no existe ninguno para tsunamis volcánicos, y por tanto no hubo alertas tempranas.

## Daños y víctimas
La Junta Nacional de Indonesia para el Manejo de Desastres (BNPB, por sus siglas en inglés) reportó inicialmente 20 muertes y 165 lesiones. Al día siguiente, la cifra se había revisado a 43 muertes: treinta y tres en Pandeglang, siete en Lampung del Sur y tres en Regencias de Serang, con 584 heridos y dos desaparecidos; la mayoría de las lesiones registradas (491) también ocurrieron en Pandeglang. Las áreas de Pandeglang Regency golpeadas por la ola incluyen playas que son destinos turísticos populares, como Tanjung Lesung. La cifra de muertos se actualizó aún más a 62 con 20 personas desaparecidas más tarde ese día. También se informó de personas desaparecidas en islas pequeñas que forman parte de Pandeglang Regency. Para las 13:00 hora local del 23 de diciembre, el BNPB había confirmado 168 muertes y 745 heridos, de los cuales 30 habían sido reportados como desaparecidos, y la cifra se incrementó a 281 muertos y 1.016 heridos. El 24 de diciembre, el número de muertos reportado aumentó a 429, con 1.459 heridos y al menos 150 desaparecidos. Para el 29 de diciembre se tenían contabilizados ya 431 muertos, 7200 heridos y 15 desaparecidos. 
Entre las víctimas se encontraban Aa Jimmy, un popular actor y comediante indonesio, y varios miembros de la banda Seventeen: el bajista M. Awal "Bani" Purbani, el guitarrista Herman Sikumbang, el mánager de carretera Oki Wijaya y el miembro del equipo logístico Ujang. Después de unas horas, el baterista Windu Andi Darmawan y la actriz y presentadora de televisión Dylan Sahara (esposa del cantante principal de Seventeen) fueron encontrados muertos. Un vídeo circuló en línea mostrando cómo el escenario de la banda era golpeado por el tsunami en medio de su show en Tanjung Lesung, lo que provocó el colapso y la huida de la audiencia. Los grupos turísticos de la empresa estatal PLN y el Ministerio de Deportes y Juventud también se vieron afectados por el tsunami, con algunos de sus miembros muertos, desaparecidos o heridos.